# Arend Anne van der Feltz
Arend Anne baron van der Feltz (Groningen, 26 mei 1862 – Baarn, 31 december 1940) was een Nederlands jurist.
Van der Feltz was de zoon van Louis Cato baron van der Feltz en Samuelle Theophile baronesse Sloet van Tweenijenhuisen. Hij studeerde aan de Universiteit van Amsterdam, waar hij in 1888 promoveerde tot doctor in de rechtswetenschappen op dissertatie: "Art. 184 Wetboek van Strafrecht". Hierna ging hij werken als ambtenaar bij het Openbaar Ministerie bij het kantongerecht in Amsterdam. Vervolgens werd Van der Feltz achtereenvolgens substituut-officier van justitie in Heerenveen, Zutphen en Utrecht. In 1908 volgde zijn aanstelling tot officier van justitie in Roermond en twee jaar later keerde hij weer terug naar de hoofdstad waar hij advocaat-generaal werd bij het gerechtshof te Amsterdam.
J.C. baron Baud, procureur-generaal bij hetzelfde gerechtshof, overleed in mei 1918 waarna Van der Feltz hem een maand later opvolgde. Hij behield deze functie tot hij in april 1927 met pensioen ging.

## Bestrijding communisme
In 1917 ging Van der Feltz samen met Karel Henri Broekhoff werken aan het bestrijden van het communisme. Broekhoff kreeg daarbij naast zijn leiding over de Amsterdamse Politie Inlichtingendienst de coördinatie tussen alle lokale Politie Inlichtingendiensten in Nederland en de Centrale Inlichtingendienst. In 1925 stond Van der Feltz in correspondentie met de minister van Justitie Theo Heemskerk betreffende de toekenning van geld voor het samenstellen van een lijst van internationale en communistische misdadigers. Hierbij kwalificeerde Van der Feltz communisten bij voorbaat als misdadigers zonder dat er sprake was van een wetsovertreding of een veroordeling door een rechter. De lijst is er gekomen als lijst van linksextremisten en zou uiteindelijk ruim zesduizend namen van linkse Nederlanders, waarvan ongeveer de helft communisten, tellen. De lijst zou tijdens de Tweede Wereldoorlog een belangrijke rol spelen spelen bij de politicide op communisten: een samenwerking tussen de Centrale Inlichtingendienst, lokale Politie Inlichtingendiensten en de Sicherheitsdienst die ruim tweeduizend communisten het leven heeft gekost.

## Bestrijding van valsmunterij
Twee maanden voor zijn pensionering was hij door de Nederlandse regering aangewezen tot lid van de door de Raad van de Volkenbond ingestelde commissie die zich bezighield met het bestrijden van valsmunterij. Deze aanstelling volgde uit het feit dat hij als procureur-generaal ook fungerend directeur van de Amsterdamse politie was waaronder de Nederlandse Centrale inzake falsificaten viel. Hij zou tot 1929 gedelegeerde blijven bij de Volkenbondsconferentie ter bestrijding van valsmunterij. Op 20 april 1929 volgde in Genève de ondertekening van het verdrag waarbij door Nederland werd ondertekend door de gedelegeerde Van der Feltz en P.J. Gerke (Thesaurier-generaal bij het departement van Financiën in Nederlands-Indië) en als toegevoegd gedelegeerde K.H. Broekhoff (hoofdinspecteur van de Amsterdamse politie en chef van de Nederlandse Centrale inzake falsificaten)
Van der Feltz overleed eind 1940 op 78-jarige leeftijd.